# Hogna felina
Hogna felina là một loài nhện trong họ Lycosidae.
Loài này thuộc chi Hogna. Hogna felina được Ludwig Carl Christian Koch miêu tả năm 1878.